# История игрушек (франшиза)
«Исто́рия игру́шек» (англ. Toy Story, МФА: [tɔɪ ˈstɔːɹi]) — франшиза, основанная на серии полнометражных анимационных фильмов, созданных с использованием компьютерной графики, первый из которых был первым на поприще полнометражных мультфильмов с использованием этой технологии. Идея мультфильмов принадлежит студии Pixar, дистрибьютором выступила Walt Disney Pictures. Согласно сюжету серии, игрушки — одушевлённые существа, скрывающие от людей свою полную приключений жизнь. Режиссёром первых двух фильмов стал Джон Лассетер, созданием третьей части руководил Ли Анкрич, а четвёртой — Джош Кули. На 2019 год франшиза состоит из четырёх анимационных фильмов; на их основе было выпущено несколько спин-оффов и видеоигр. 19 июня 2026 года ожидается выход «Истории игрушек 5».
Серия получила положительные отзывы критиков. «История игрушек» была отмечена за технические инновации в анимации и остроумный сценарий. В настоящее время это один из самых величайших и революционных фильмов в истории анимации. «История игрушек 2» также получила положительные отзывы критиков, отметивших «сногсшибательную анимацию, мгновенно делающую фильм классикой». «История игрушек: Большой побег» снискала всеобщее признание критиков, назвавших её «лучшим анимационным фильмом». «История игрушек 4», как и в случае с приквелами, получила широкое признание со стороны критиков.
Анимационные фильмы серии «История игрушек» получили множество наград и номинаций, среди которых «Оскар», «Энни», «Золотой глобус», «Грэмми», BAFTA и Kids’ Choice Awards.

## Серия фильмов
| Фильм | Режиссёр       | Сорежиссер(ы)          | Сюжет | Сценарист(ы)                                           | Продюсер(ы)                          |
| Основная серия | Основная серия | Основная серия         | Основная серия | Основная серия                                         | Основная серия                       |
| --- | -------------- | ---------------------- | --- | ------------------------------------------------------ | ------------------------------------ |
| История игрушек (1995) (англ. Toy Story)                                                                                    | Джон Лассетер  | N/A                    | Джо Рэнфт, Пит Доктер, Джон Лассетер и Эндрю Стэнтон                                                                  | Джоэль Коэн, Джосс Уидон, Алек Соколов и Эндрю Стэнтон | Бонни Арнольд и Ральф Гуггенхейм     |
| История игрушек 2 (1999) (англ. Toy Story 2)                                                                                | Джон Лассетер  | Эш Брэннон и Ли Анкрич | Эш Брэннон, Пит Доктер, Джон Лассетер и Эндрю Стэнтон                                                                 | Рита Сяо, Крис Уэбб, Эндрю Стэнтон и Даг Чемберлен     | Элен Плоткин, Карен Роберт Джексон   |
| История игрушек: Большой побег (2010) (англ. Toy Story 3)                                                                   | Ли Анкрич      | N/A                    | Ли Анкрич, Джон Лассетер и Эндрю Стэнтон                                                                              | Майкл Арндт                                            | Дарла К. Андерсон                    |
| История игрушек 4 (2019) (англ. Toy Story 4)                                                                                | Джош Кули      | N/A                    | Джош Кули, Мартин Хайнс, Джон Лассетер, Рашида Джонс, Уилл МакКормак, Эндрю Стэнтон, Стефани Фольсом и Валери ЛаПойнт | Эндрю Стэнтон и Стефани Фольсом                        | Марк Нилсен и Джонас Ривера          |
| История игрушек 5 (2026) (англ. Toy Story 5)                                                                                | Эндрю Стэнтон  | N/A                    | Эндрю Стэнтон | Эндрю Стэнтон                                          | Джессика Чой                         |
| Спин-оффы |                |                        | |                                                        |                                      |
| Базз Лайтер из звёздной команды: Приключения начинаются (2000) (англ. Buzz Lightyear of Star Command: The Adventure Begins) | Тэд Стоунс     | N/A                    | Боб Рот, Билл Моц, Боб Шули и Марк МакКоркл                                                                           | Боб Рот, Билл Моц, Боб Шули и Марк МакКоркл            | Тэд Стоунс, Боб Шули и Марк МакКоркл |
| Базз Лайтер (2022) (англ. Lightyear)                                                                                        | Энгус Маклейн  | N/A                    | Энгус Маклейн, Джейсон Хэдли и Мэттью Олдрич                                                                          | Энгус Маклейн и Мэттью Олдрич                          | Галин Зусман                         |

### «История игрушек» (1995)
Премьера первого фильма серии состоялась 22 ноября 1995 года в Голливуде, Калифорния. Также «История игрушек» была показана вне конкурса на Берлинском кинофестивале в 1996 году. Это был первый полнометражный мультфильм, созданный с помощью CGI-графики. По сюжету, мальчику Энди на день рождения подарили новую игрушку — космонавта Базза Лайтера, считающего себя настоящим космонавтом. Вуди, игрушка-ковбой, приревновал нового друга мальчика и выбросил Лайтера из окна. Позже, раскаявшись в своих действиях, Вуди решил спасти Базза, попавшего в руки соседа Энди, Сида Филлипса, который развлекался разламыванием игрушек. Кроме того, Базз случайно узнал, что он «всего лишь игрушка», и впал в депрессию. Вуди удаётся избавить Базза от депрессии, вместе они сбегают от Сида и возвращаются к Энди. Мультфильм стал финансово успешным, собрав в мировом прокате более 360 миллионов долларов. Успех «Истории игрушек», окупившей затраты на производство в первый же уик-энд, способствовал быстрому поднятию цен на акции студии Pixar, с 22 до 49 долларов за штуку, что принесло компании 1,2 миллиарда долларов.

### «История игрушек 2» (1999)
«История игрушек 2», вторая часть франшизы, вышла в прокат 24 ноября 1999 года. Первоначально мультфильм не был предназначен для показа в кинотеатрах, так как это был всего лишь 60-минутный сиквел первой части для прямого распространения на видео. Однако руководство Walt Disney Pictures приняло решение доработать первоначальную версию «Истории игрушек 2» до полноценной картины. По сюжету Вуди оказывается довольно ценной игрушкой, и его похищает знающий об этом человек, собирающийся продать Вуди коллекционеру в Японии. Базз и несколько других игрушек отправляются на помощь Вуди. Вместе с ним они спасают две другие игрушки, которые в своё время поставлялись вместе с Вуди. В мировом прокате по кассовым сборам вторая часть превзошла своего предшественника, заработав 480 миллионов долларов. В октябре 2009 года первые две части серии вышли в формате 3D.

### «История игрушек: Большой побег» (2010)
Третья часть серии вышла в прокат спустя одиннадцать лет, 18 июня 2010 года. Вместо Джона Лассетера режиссёром стал Ли Анкрич, являвшийся исполнительным продюсером первых двух мультфильмов. По сюжету, Энди вырос и уехал в колледж, а его игрушки случайно попали в детский сад. Выяснилось, что дети в этом саду делятся на две группы: те, которые хорошо обращаются с игрушками, и те, которые обращаются плохо. Также они столкнулись с группировкой игрушек, которые пытались делать так, чтобы с ними играли только хорошие дети, а плохие бы играли со всеми другими игрушками. Игрушки Энди решаются бежать; в результате им удаётся свергнуть лидера группировки, остаться в детском саду и найти баланс между играми с хорошими и плохими детьми. В августе 2010 года, через два месяца после выхода в прокат, сборы мультфильма превысили доход «Шрека 2», сделав его самым кассовым проектом студии Pixar. По состоянию на 2018 год, «История игрушек: Большой побег» является третьим самым кассовым мультфильмом в истории кинематографа.

### «История игрушек» 1-2 в 3D
2 октября 2009 года первые две части серии фильмов вышли в прокат в формате 3D. На перевыпуск двух мультфильмов аниматорам потребовалось в общей сложности десять месяцев. Прокат, во многом благодаря хорошим кассовым сборам, вместо обычных двух недель был продлён. Лассетер так прокомментировал этот повторный релиз:

«„История игрушек“ и её персонажи всегда будут иметь совершенно особое место в наших сердцах, и мы очень взволнованы, что зрители, благодаря новым технологиям, смогут насладиться мультфильмами в формате 3D. „История игрушек: Большой побег“ обещает быть ещё одним замечательным приключением для Базза, Вуди и остальных игрушек Энди. Это здорово, что зрители увидят три мультфильма в совершенно новом виде».
Оригинальный текст (англ.)The Toy Story films and characters will always hold a very special place in our hearts and we're so excited to be bringing this landmark film back for audiences to enjoy in a whole new way thanks to the latest in 3-D technology. With Toy Story 3 shaping up to be another great adventure for Buzz, Woody and the gang from Andy's room, we thought it would be great to let audiences experience the first two films all over again and in a brand new way.

В Великобритании в отличие от других стран мультфильмы вышли в прокат не все вместе, а по отдельности: «История игрушек» 2 октября 2009 года, а «История игрушек 2» 22 января 2010 года.

### «История игрушек 4» (2019)
Четвёртая часть франшизы «Истории игрушек» вышла в прокат 21 июня 2019 года. Режиссёром выступил Джош Кули. У Вуди и его друзей новая хозяйка девочка Бонни. Как-то раз Бонни приносит домой новую игрушку, которую сделала сама в школе из столового прибора и назвала Вилкинс. Новичок становится её любимчиком. Остальным приходится с этим смириться, хотя Вилкинс не осознаёт того, что он только игрушка. Во время загородной поездки Вилкинс потерялся и всем героям нужно забыть о спорах и отправиться на его поиски. По состоянию на 16 августа 2019 года картина собрала свыше 1 миллиарда долларов в мировом прокате.

### «История игрушек 5» (2026)
Выход мультфильма запланирован на 19 июля 2026 года.

## Создание

### «История игрушек»
Первый опыт работы Джона Лассетера с компьютерной анимацией был во время съёмок фильма «Трон». Работа над фильмом открыла новые возможности, предоставляемые новым средством компьютерной анимации. Сначала Лассетер задумал создать полностью компьютерный анимационный фильм, но идея была отвергнута студией Disney, а сам режиссёр уволен. Тогда он устроился на работу на студию Lucasfilm, а позднее основал Pixar.

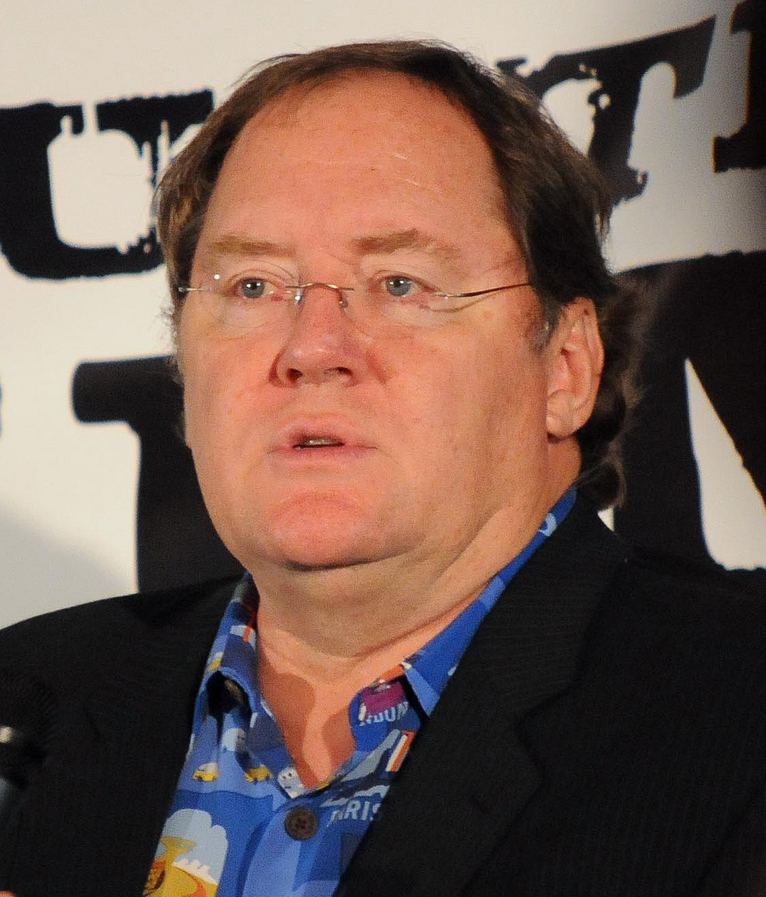
Джон Лассетер, режиссёр первых двух частей франшизы и сценарист третьей части

Выход в 1988 году мультфильма «Оловянная игрушка», созданного при помощи компьютерной анимации, привлёк внимание Disney, и после переговоров со студией Pixar был выпущен совместный мультипликационный фильм «Рождество оловянной игрушки». В 1989 году «Оловянная игрушка» получила премию «Оскар» в категории «Лучший анимационный короткометражный фильм». В 1990 году между студиями начались переговоры о создании совместного трёхмерного полнометражного мультфильма. От Disney в обсуждении вопроса принимал участие Джефф Катценберг, от Pixar — Стив Джобс. Но переговоры растянулись на долгие месяцы, так как Катценберг настаивал, чтобы Pixar передала запатентованную технологию создания трёхмерной анимации студии Disney. Первоначально Джобс отказался, но позже уступил. В мае 1991 года Disney и Pixar подписали соглашение на создание мультфильма с оловянными игрушками, получившего название «История игрушек». По условиям договора, Pixar контролировала весь творческий процесс, могла остановить проект на любой стадии, а также получала 10 % от прибыли с проката и возможность выпустить два продолжения. Стив Джобс стал исполнительным продюсером проекта.
Первый вариант сценария был создан Робертом Макки, однако заготовка претерпела множество изменений и доработок, прежде чем получился окончательный вариант сценария. Так, первоначально главным персонажем мультфильма должна была стать оловянная игрушка, но эта идея была признана «слишком устаревшей». Лассетер предложил в качестве идеи использовать космическую тематику, и тогда был придуман персонаж под названием «Космический рейнджер». Сначала его назвали Тинни, потом Лунный Ларри, который в конечном итоге стал Баззом Лайтером (в честь астронавта Базза Олдрина). Внешний вид костюма был смоделирован на основе космических скафандров астронавтов «Аполлона». На создание персонажа Вуди Лассетера вдохновили мультфильмы с дружелюбным привидением — Каспером. Первоначально Вуди должен был быть чревовещательной куклой. Тем не менее, аниматор Бад Локи предложил придать Вуди внешний вид ковбоя, что очень понравилось Лассетеру. Имя Вуди было дано в честь актёра Вуди Строда. Лассетер хотел, чтобы «История игрушек», в отличие от других диснеевских фильмов, не походила на мюзикл, а была приятельским фильмом с «реальными игрушками», решающими проблемы в стиле «Сорока восьми часов» и «Не склонивших головы». Джосс Уидон согласился с этой идеей: «Это будет плохим мюзиклом, потому что это приятельский фильм. Это о людях, которые не будут петь о том, чего они хотят… Они просто ударят кулаком по столу». Для создания сценария студия Disney дополнительно пригласила Джоэля Коэна и Алека Соколова. Производство мультфильма началось 19 января 1993 года.
Для озвучивания Вуди Лассетер с самого начала планировал пригласить Тома Хэнкса, у которого, по его мнению, «есть способность правильно и очень привлекательно передавать эмоции». Записи с кастинга Хэнкса на роль в фильме «Тёрнер и Хуч» ещё более убедили режиссёра нанять актёра. Билли Кристалу предложили озвучить Базза Лайтера, но он отказался, о чём, по его словам, позже сожалел. Позже от предложения озвучить Майка Вазовски в мультфильме «Корпорация монстров» актёр отказываться не стал.
Предварительный проект мультфильма был представлен 19 ноября 1993 года. Однако полученный материал и некоторые из персонажей категорически не понравились президенту Disney Питеру Шнайдеру, который потребовал закрыть проект, уволить нанятых аниматоров, а сценаристов направить в другие проекты. Студия Pixar отказалась исполнить распоряжение и обещала всё исправить в течение двух недель. Как и было обещано, через две недели был написан новый сценарий, а персонажи стали выглядеть более симпатично. После второго тест-просмотра было дано разрешение на производство мультфильма. В марте 1994 года ещё недавно уволенные актёры приступили к записи диалогов.
Джос Уидон предложил, чтобы в финале мультфильма Вуди и Базза спасла Барби, но от идеи пришлось отказаться, так как компания «Mattel», выпускающая игрушку, отказала в предоставлении лицензии. Продюсер Ральф Гуггенхейм заявил, что «девочки, которые играют с Барби, проецируют свою личность на куклу. Если мы дадим кукле голос и оживим её на экране, то это уже будет персона, не являющаяся мечтой всех девочек». Однако в следующих двух частях Барби всё-таки появляются.
На создание «Истории игрушек» был выделен бюджет в 33 миллиона долларов и привлечено к работе 110 сотрудников, в то время как для «Короля Льва», вышедшего в 1994 году, потребовались бюджет в 45 миллионов и работа 800 человек. Лассетер неоднократно говорил о проблемах с компьютерной анимацией: «В мультфильме всё должно выглядеть правдоподобно, вплоть до каждого листика и травинки. Мы должны заставить зрителей прочувствовать тот мир и его историю».
Непосредственно производство мультфильма началось с создания и проработки внешнего вида каждого персонажа. В результате 27 аниматоров создали 400 компьютерных моделей персонажей, причём часть из них сначала вылеплялась из глины, образ остальных сразу моделировался на компьютере. После этого аниматоры приступили к созданию и синхронизации отдельных движений персонажей. Далее аниматоры обобщали сцены, создавали тени, освещение и визуальные эффекты. По окончании этих работ мощный компьютер приводил фильм к его окончательному виду. Во время тестовых просмотров компания Skywalker Sound добавила музыку, звуковые и шумовые эффекты. В целом на создание мультфильма, содержащего 114 240 кадров, потребовалось 800 000 машино-часов и от 2 до 15 человеко-часов на обработку каждого кадра.

### «История игрушек 2»
Первоначально планировалось, что «История игрушек 2» будет лишь 60-минутным продолжением первой части, непредназначенным для проката в кинотеатрах. Для этой цели мультфильму была выделена небольшая команда аниматоров. Но когда руководство Pixar увидело готовый материал и последовали уговоры со стороны актёров Тома Хэнкса и Тима Аллена, было принято решение сделать самостоятельный фильм. Однако Disney с этим решением не согласилась, аргументируя это тем, что близился день начала проката и для выпуска ремейка недостаточно времени. В ответ Pixar заявила, что не допустит выход мультфильма в его текущем состоянии, и предложила Лассетеру взять на себя проект. Джон согласился и нанял творческую группу первой части, которая в течение нескольких дней полностью переписала сценарий.
На работу команде Лассетера студия Pixar отвела девять месяцев. Некоторые аниматоры из-за напряжённого труда получили травмы опорно-двигательного аппарата (прежде всего фаланги пальцев рук) и центральной нервной системы (перенапряжения).

### «История игрушек: Большой побег»
Согласно условиям пересмотренного соглашения между Pixar и Disney, все персонажи, созданные аниматорами Pixar, принадлежат студии Disney. Кроме того, Disney имела право на производство сиквелов любого фильма студии без участия Pixar. Но в 2004 году переговоры зашли в тупик, и Disney приняла решение выпустить «Историю игрушек 3» на своей собственной студии. Тим Аллен, озвучивавший Базза Лайтера в первых двух частях серии, подтвердил свою готовность вернуться в проект.
В январе 2006 года руководители двух вышеупомянутых студий заключили новое соглашение, в котором за все анимационные работы отвечала студия Pixar. Через месяц генеральный директор Disney Роберт Айгер подтвердил, что весь производственный процесс возложен на Pixar. Джон Лассетер, Эндрю Стэнтон, Пит Доктер и Ли Анкрич во время совместного уик-энда придумали сюжет для мультфильма. Стэнтон сделал графические наброски сцен. 8 февраля 2007 года Эдвин Кэтмулл, президент Walt Disney Animation Studios и Pixar, назначил Ли Анкрича режиссёром мультфильма, а Джона Лассетера и Майкла Арндта сценаристами. Дата релиза была назначена на 2010 год.
В начале работы над мультфильмом аниматоры Pixar столкнулись с проблемой. Когда на компьютерах были открыты файлы с изображениями персонажей, то обнаружилось, что формат графических файлов настолько устарел, что их не смогли редактировать. Это потребовало создания моделей практически с нуля, а на создание сцены на кладбище старых автомобилей аниматорам потребовалось полтора года.

### «История игрушек 4»
Изначально ходили слухи, что «История игрушек 4» выйдет в 2015 году, но позже компания Disney опровергла данную информацию. 6 ноября 2014 года на встрече инвесторов Disney анонсировала мультфильм. Режиссёром был назначен Джон Лассетер, ранее снявший первые две части франшизы. В качестве сценаристов были приглашены Рашида Джонс и Уилл Маккормак.
В марте 2015 года президент студии Pixar Джим Моррис заявил, что «История игрушек 4» не будет прямым продолжением третьей части, и описал будущий мультфильм как романтическую комедию. Затем Джош Кули, руководитель сценарного отдела мультфильма «Головоломка», был назначен сорежиссёром проекта. В августе Джон Лассетер сказал, что мультфильм будет посвящён роману между Вуди и Бо Пип.
В июле 2017 года на выставке D23 Лассетер объявил, что ушёл с поста режиссёра, оставив Кули единственным режиссёром «Истории игрушек 4». Лассетер объяснил, что из-за занятости на позициях главного креативного сотрудника Pixar, Walt Disney Animation Studios и Disneytoon Studios он не мог посвятить себя режиссуре фильма. В CineEurope 2018 Pixar показал несколько кадров мультфильма.
18 января 2018 года было объявлено, что сценарий к мультфильму будет написан Стефани Фолсомом, заменив оригинальных писателей, Рашида Джонса и Уилла Маккормака, которые ушли из проекта в ноябре 2017 года из-за «философских разногласий».

## Выход

### Кассовые сборы
За первые пять дней проката в США (совпавшего с Днём благодарения) «История игрушек» заработала 39 071 176 долларов. За первый уик-энд фильм собрал кассу в 29 140 617 долларов и сохранял лидирующую позицию по сборам в течение ещё двух уик-эндов. «История игрушек» стала самым кассовым мультипликационным фильмом 1995 года.
«История игрушек 2», демонстрировавшаяся в 3236 кинотеатрах, за первый уик-энд собрала 57 388 839 долларов. Фильм занял третье место среди самых кассовых фильмов 1999 года.
«История игрушек: Большой побег», показ которой осуществлялся в 4028 кинотеатрах, только за первый день проката заработала 41 148 961 доллар. Кроме того, за первый уик-энд мультфильм собрал 110 307 189 долларов. «История игрушек 3» стала самым кассовым мультипликационным фильмом 2010 года. В мировом прокате картина заработала более 1 миллиарда долларов.
В первые выходные «История игрушек 4» собрала 120 908 065 долларов, показ которой осуществлялся в 4575 кинотеатрах. 15 августа 2019 года мировые сборы мультфильма превысили отметку в 1 миллиард долларов.
| Фильм                                                           | Дата релиза    | Кассовые сборы | Кассовые сборы   | Кассовые сборы | Бюджет       | Прим.  |
| Фильм                                                           | Дата релиза    | США            | В остальном мире | Во всём мире   | Бюджет       | Прим.  |
| --------------------------------------------------------------- | -------------- | -------------- | ---------------- | -------------- | ------------ | ------ |
| История игрушек                                                 | 22 ноября 1995 | $191 796 233   | $181 757 800     | $373 554 033   | $30 000 000  | [ 10 ] |
| История игрушек 2                                               | 24 ноября 1999 | $245 852 179   | $251 514 690     | $497 366 869   | $90 000 000  | [ 15 ] |
| История игрушек 3D / История игрушек 2 в 3D (Disney Digital 3D) | 2 октября 2009 | $30 702 446    | $1 582 154       | $32 284 600    | N/A          | [ 75 ] |
| История игрушек: Большой побег                                  | 18 июня 2010   | $415 004 880   | $651 964 823     | $1 066 969 703 | $200 000 000 | [ 72 ] |
| История игрушек 4                                               | 21 июня 2019   | $433 716 016   | $637 047 667     | $1 070 763 683 | $200 000 000 | [ 24 ] |
| Всего                                                           | Всего          | $1 317 071 754 | $1 723 867 134   | $3 040 938 888 | $520 000 000 | N/A    |

### Критика и отзывы
«История игрушек» (1995) получила восторженные отзывы критиков с момента своего появления в 1995 году. На сайте Rotten Tomatoes 100 % критиков дали мультфильму положительную оценку и средний балл 9 из 10. На Metacritic «История игрушек» получила 92 балла из 100 на основе 16 отзывов критиков. Рецензенты высоко оценили использование в мультфильме компьютерной анимации и выбор актёров озвучивания.
Леонард Клейди в еженедельнике Variety отметил «головокружительную передачу камерами изображений». Роджер Эберт, сравнивая «Историю игрушек» с фильмом «Кто подставил кролика Роджера», написал, что «оба фильма открыли новую эру американской анимации в области визуальных эффектов». Ричард Корлисс в Time назвал мультфильм «самой гениальной комедией года».
Критики также оценили работу актёров, озвучивших персонажей. Так, Сьюзан Влощина из USA Today одобрила выбор Хэнкса и Аллена на главную роль. Кеннет Туран из газеты Los Angeles Times заявил, что «голос Тома Хэнкса — один из самых лучших».
«История игрушек 2» также получила всеобщее одобрение критиков. На Rotten Tomatoes 100 % критиков дали фильму положительную оценку на основе 147 отзывов, и средний балл 8.6 из 10. Rotten Tomatoes охарактеризовал критический консенсус так: «сногсшибательная анимация и забавные персонажи мгновенно делают этот мультфильм классикой». Роджер Эберт дал продолжению 3.5 из 4 звёзд, добавив: «Я забыл про игрушки уже давным-давно, но „История игрушек 2“ напомнила мне о них».
«История игрушек: Большой побег» получила всемирное признание. Обзоры сайта Rotten Tomatoes показали, что 99 % критиков дали мультфильму положительную оценку и средний балл 8,8 из 10. В списке «Лучших от Rotten Tomatoes» картина занимает четвёртое место, а также является одной из лучших работ 2010 года. Также в другом списке от Rotten Tomatoes, «Сливки урожая», картина имеет рейтинг 100 % на основе 39 отзывов. На сайте Metacritic мультфильм на основе 39 обзоров получил 92 из 100 баллов. Журнал Time назвал «Историю игрушек 3» лучшим фильмом 2010 года, а в 2011 году одним из «25 самых лучших анимационных фильмов».
А. О. Скотт из The New York Times заявил: «Эта 15-летняя эпопея в трёх частях о приключениях кучи глупого пластмассового хлама оказывается в то же время долгим, меланхоличным размышлением о потере, непостоянстве и этой благородной, упрямой, глупой штуке под названием любовь». Оуэн Глиберман из Entertainment Weekly сказал: «„История игрушек 3“ меня очаровала и глубоко тронула, я был поражён, что анимированная комедия о пластиковых игрушках может иметь такой эффект». Английский кинокритик Марк Кермод назвал «Историю игрушек 3» «лучшим фильмом всех времён и народов». Кинокритик издания Orlando Sentinel, Роджер Мур, давший мультфильму 3,5 звезды из 4, написал, что «ослепительная и страшно сентиментальная, „История игрушек 3“ является тёмным и эмоциональным заключением серии фильмов, сделавшей студию Pixar известной».
«Истории игрушек 4», как и в случае с прошлыми частями, получила широкое признание со стороны критиков. Рейтинг на сайте Rotten Tomatoes составляет 97 % на основании 423 рецензий, из которых 411 — положительные, а остальные 12 — отрицательные. Зрительский рейтинг составил 94 %. По данным агрегатора Metacritic, средняя оценка мультфильма составила 84 балла из 100 на основании 57 отзывов.

### Издания
«История игрушек» была выпущена на VHS-кассетах и лазердисках 29 октября 1996 года, но какие-либо дополнительные материалы в эти издания не входили. За первый год было продано более 21,5 миллиона VHS-копий. 18 декабря 1996 года Disney выпустила подарочное издание на лазердисках. 11 января 2000 года в продажу поступило коллекционное издание «Золотая коллекция классики», в которое в качестве бонуса был включён мультфильм «Оловянная игрушка». Было распродано более двух миллионов копий.
На DVD-дисках «История игрушек» поступила в продажу 17 октября 2000 года, некоторые издания содержали также вторую часть. Также 17 октября вышло в свет коллекционное издание под названием «Ultimate Toy Box», включавшее в себя «Историю игрушек 1—2» и диск с бонусным материалом. 6 сентября 2005 года, в честь 10-летнего юбилея со дня выхода первой «Истории игрушек», в продажу поступило издание, содержавшее, помимо самих мультфильмов, дополнительные материалы с комментариями Джона Лассетера. Кроме этого, 23 марта 2010 года поступила в продажу «История игрушек 2» на Blu-ray Disc.
«История игрушек: Большой побег» поступила в продажу 2 ноября 2010 года в виде стандартного DVD-издания. В дополнительные материалы, помимо комментариев о создании сцен, был включён трейлер анимационного фильма «Тачки 2», вышедшего в прокат в 2011 году. За первую неделю было продано почти 4 миллиона копий. 1 ноября 2011 года в Северной Америке была выпущена 3D-версия на Blu-ray.
«История игрушек 4» была выпущена на DVD, Blu-ray и Ultra HD Blu-ray 8 октября 2019 года. В дополнительных материалах физических копий содержались закулисные детали и удалённые сцены. Выручка фильма от продаж на домашнем видео составила более 56 миллионов долларов, было продано 2,8 миллиона копий, что делает его пятым самым продаваемым фильмом 2019 года.

## Саундтрек

### «История игрушек»
Лассетер был против, чтобы мультфильм стал походить на мюзикл, как это стало с такими диснеевскими проектами, как «Аладдин» и «Король Лев». На это заявление руководство Disney ответило, что «студия ориентирована на мюзиклы», но решило договориться с Лассетером. Для создания музыкального сопровождения был выбран композитор Рэнди Ньюман. Позже Лассетер так охарактеризовал работу Ньюмана: «Его композиции трогательные, остроумные и сатирические. Благодаря им Ньюман создал эмоциональную основу для каждой сцены».
Саундтрек был выпущен студией Walt Disney Records 22 ноября 1995 года. В чартах Billboard 200 саундтрек занял 94 место.

### «История игрушек 2»
Альбом с саундтреками был выпущен студией Walt Disney Records 9 ноября 1999 года. Автором музыки и песен вновь стал Рэнди Ньюман. В настоящее время альбом на CD-дисках имеется в продаже только на территории США, в остальном мире композиции доступны для скачивания в Интернете. Кроме инструментальных композиций, в саундтрек вошли две новые песни Ньюмана:
- «When she loved me» (рус. «Когда она любила меня») в исполнении Сары Маклахлан. Эта песня звучит в сцене воспоминаний Джесси о своей бывшей хозяйке и о расставании с ней. Композиция номинировалась в 2000 году на премию «Оскар» в категории «Лучшая песня к фильму», но награда досталась Филу Коллинзу за песню «You’ll Be in My Heart» для мультфильма «Тарзан».
- «Woody’s Roundup» (рус. «Загон Вуди») в исполнении группы Riders in The Sky[англ.], которая является музыкальной темой чёрно-белого сериала с участием Вуди, а также звучит в титрах.

### «История игрушек: Большой побег»
«История игрушек: Большой побег» стала шестым полнометражным анимационным фильмом для композитора Рэнди Ньюмана, после «Истории игрушек», «Приключений Флика», «Истории игрушек 2», «Корпорации монстров» и «Тачек». Студия Disney приняла решение не издавать саундтрек на компакт-дисках, а сделать доступным для скачивания в Интернете в форматах MP3 и AAC. Это уже второй случай, когда студия не издала альбом с композициями из мультфильма, то же самое произошло и с анимационным фильмом 2009 года «Вверх». Кроме инструментальных композиций, в «Истории игрушек» были использованы песни Гари Райта («Dream Weaver»), группы «Chic» («Le Freak») и Рэнди Ньюмана («You’ve Got a Friend in Me»). Песня «Electric Eye» группы «Judas Priest» первоначально должна была звучать во вступительной сцене мультфильма, но позже её заменили на другую композицию.

### «История игрушек 4»
Автором саундтрека к мультфильму «История игрушек 4» выступил всё тот же Рэнди Ньюман. Музыка к фильму записывалась при участии оркестра из 104 человек. Режиссёр мультфильма заявлял, что без Ньюмана невозможно сделать четвёртую часть. Для музыкальных тем Бонни, Габби Габби и Дюка Бубумса Ньюман использовал аккордеоны и мандолины, чтобы в персонажах отражались чувства и эмоции. Также для Вилкинса была записана «второстепенная тема». Рэнди написал новые три песни: обновлённую версию «You've Got a Friend in Me», «I Can’t Let You Throw Yourself Away» в исполнении самого Ньюмана и «The Ballad of the Lonesome Cowboy» в исполнении Криса Стэплтона:25. Песня вышла в качестве сингла 5 июня 2019 года. Сам саундтрек был выпущен лейблом Walt Disney Records 21 июня:26.

## Фильмы, оказавшие влияние на серию
- «Звёздные войны. Эпизод V: Империя наносит ответный удар»: сцена борьбы игрушек с императором Зургом, в котором неожиданно выясняется, что он отец Базза[111].
- «Звёздные войны. Эпизод VI: Возвращение джедая»: персонаж Мега-Пупс сбрасывает медведя Лотсо в мусорный бак[112].
- «Волшебник страны Оз»: похищение Вуди[112].
- «Побег из Шоушенка»: тема побега игрушек из детского сада «Солнышко»[113].

## В массовой культуре

### Видеоигры
- 1996: Toy Story — видеоигра, предназначенная для приставок Sega Genesis, Super Nintendo Entertainment System и портативной игровой системы Game Boy. Разработана компаниями Traveller’s Tales и Disney Interactive. Распространение японской версии игры осуществляла компания Capcom.
- 1999: Toy Story 2: Buzz Lightyear to the Rescue — видеоигра на основе мультфильма «История игрушек 2», является продолжением первой игры[114]. Издание выпущено для Nintendo 64, PlayStation, Dreamcast и Windows 95/98/ME. Позже была выпущена версия игры для Game Boy Color.
- 2000: Buzz Lightyear of Star Command — видеоигра разработана компаниями Traveller’s Tales и Activision, предназначена для PlayStation, Game Boy Color, Microsoft Windows и Dreamcast. Сюжет игры сосредоточен на Баззе Лайтере[115], который гоняется за злодеями из различных телевизионных шоу.
- 2001: Toy Story Racer[англ.] — видеоигра по мотивам первой части франшизы[116].
- 2009: Toy Story Mania! — видеоигра, разработанная компаниями Disney Interactive и Papaya Studio[117]. При продаже к игре прилагались две пары 3D-очков.
- 2010: Toy Story 3: The Video Game[англ.] — платформер по мотивам мультфильма «История игрушек 3». В Северной Америке видеоигра поступила в продажу 31 октября 2010 года, отдельные релизы состоялись 2 ноября 2010 года[118][119].
- 2010: Shūtingu Bīna: Toy Story 3: Woody to Buzz no Daibōken! — релиз только в Японии[120].

### Программное обеспечение и товары
В 1996 году было выпущено детское программное обеспечение (для пользователей ПК старше 7 лет) Disney’s Animated Storybook: Toy Story и Disney’s Activity Center: Toy Story для Windows и Mac OS. Disney’s Animated Storybook: Toy Story стало самым продаваемым, было реализовано более полумиллиона копий.
Изображения персонажей из «Истории игрушек» стали популярными брендами пищевых продуктов, игрушек, одежды. Так, фигурок Базза Лайтера и Вуди было продано более 25 миллионов единиц.

### Тематические аттракционы
По мотивам серии фильмов «История игрушек» были созданы тематические аттракционы в развлекательных парках нескольких городов мира:
- Buzz Lightyear attractions (Флорида, США)[123];
- Buzz Lightyear Astro Blasters (Гонконг, Китай)[124];
- Buzz Lightyear’s AstroBlaster (Флорида, США)[125];
- Toy Story Midway Mania! (Флорида, США)[126][127];
- Toy Story Playland (Гонконг, Китай и Париж, Франция)[128][129];
- World of Color (Анахайм, Калифорния)[130].

### Спин-оффы
- «Базз Лайтер из звёздной команды[англ.]» — мультсериал студии Disney Television Animation. Транслировался на каналах UPN и ABC с 2 октября 2000 по 13 января 2001 года. За два сезона было продемонстрировано 65 эпизодов. Центральным персонажем мультсериала являлся Базз Лайтер[115].
- «Базз Лайтер из звёздной команды: Приключения начинаются» — мультипликационный фильм студии The Walt Disney Company. Был выпущен 8 августа 2000 года на видео. Центральным персонажем является Базз Лайтер, борющийся против Императора Зурга. За первую неделю после выхода было продано более трёх миллионов VHS-кассет и DVD-дисков[131][132].
- «Базз Лайтер» — анимационный фильм. Был анонсирован 10 декабря 2020 года, спин-офф изображающий вселенское происхождение персонажа Базза Лайтера, озвученого Крисом Эвансом, заменившим Тима Аллена в качестве голоса человека Базза Лайтера. Фильм вышел в прокат 17 июня 2022 года[133][134].

### Короткометражные фильмы
- «Гавайские каникулы» — анимационный короткометражный мультфильм 2011 года режиссёра Гэри Райдстрома. Действия мультфильма, в котором задействованы персонажи серии фильмов, происходят после событий третьей части. О выходе «Гавайских каникул» было объявлено 17 февраля 2011 года, на что Ли Анкрич сказал: «Мы решили выпустить этот короткометражный фильм, в котором будут персонажи „Истории игрушек“. Этим мы хотим показать, что герои живы, они не ушли навсегда». Показ состоялся 24 июня 2011 года, перед премьерой мультфильма «Тачки 2»[135][136][137].
- «Мальки» или «Самозванец» — анимационный короткометражный мультфильм 2011 года режиссёра Энгуса Маклейна. Показ состоялся 23 ноября 2011 года, перед премьерой «Маппетов»[138]. По сюжету Базз оказывается запертым в ресторане быстрого питания с другими игрушками из детской еды, в то время как двойник Лайтера пытается занять его место.
- «Веселозавр Рекс» — анимационный короткометражный мультфильм 2012 года режиссёра Марка Уолша. Волею судьбы в лице Бонни Рекс оказывается в ванной с новыми знакомыми. Ему предстоит доказать всем, что он не какой-нибудь зануда, готовый отказаться от настоящего веселья и зажигательной вечеринки.
- «История игрушек и ужасов!» — 21-минутный анимационный короткометражный мультфильм 2013 года режиссёра Энгуса Маклейна[139][140].
- «История игрушек, забытая временем» — 21-минутный короткометражный мультфильм 2014 года режиссёра Стива Пёрселла. По сюжету мультфильма Базз, Вуди, Рекс и Трикси попадают в чужой дом, где должны противостоять агрессивным и опасным игрушкам-динозаврам.
- «Жизнь лампы» — 7-минутный анимационный короткометражный мультфильм раскрывающий о местонахождение Бо Пип между отъездом и воссоединением с Вуди между событиями «Историй игрушек 2» и «Историй игрушек 4», был выпущен на Disney+ 31 января 2020 года[141].

## Награды и номинации
«История игрушек» (1995) была трижды номинирована на премию «Оскар» в категориях «Лучший оригинальный сценарий», «Лучшая музыка к фильму» и «Лучшую оригинальную песню» («You’ve Got a Friend in Me» композитора Рэнди Ньюмана). Джон Лассетер получил специальный приз от Американской киноакадемии за «развитие и применение новых методов, позволивших создать первый полнометражный компьютерный мультфильм». В 1996 году мультфильм получил две премии «Золотой глобус» в категории «Лучший фильм» и «Лучшая оригинальная песня». В 1997 году «История игрушек» была номинирована на премию BAFTA в категории «Лучшие визуальные эффекты».
«История игрушек 2» получила премию «Золотой глобус» в категории «Лучший фильм — комедия или мюзикл» и номинацию на премию «Оскар» за лучшую оригинальную песню «When She Loved Me» в исполнении Сары Маклахлан.
«История игрушек: Большой побег» выиграла две премии «Оскар» в категориях «Лучший анимационный полнометражный фильм» и «Лучшая оригинальнач песня» «We Belong Together»; также была выдвинута ещё в трёх номинациях, включая «Лучший фильм», «Лучший адаптированный сценарий» и «Лучший звуковой монтаж». Мультфильм также получил премию «Золотой глобус» и BAFTA в категории «Лучший анимационный фильм».
«История игрушек 4» была номинирована на две премии «Оскар» в категориях «Лучший анимационный полнометражный фильм» и «Лучшую оригинальную песню» «I Can’t Let You Throw Yourself Away». Это первая анимационная франшиза, выигравшая премию в категории «Лучший анимационный полнометражный фильм» дважды. Это также первая анимационная франшиза, в которой все их фильмы номинированы в одной категории (Оригинальная песня). Она также была номинирована на «Золотой глобус» в категории «Лучший анимационный полнометражный фильм» (но проиграла мультфильму Laika «Потерянное звено») и номинирована в категории «Лучший анимационный фильм» премии Британской Академии в области кино.